# Zosterop de Kenya
El zosterop de Kenya (Zosterops flavilateralis) és un ocell de la família dels zosteròpids (Zosteropidae).
Habita les sabanes del sud d'Etiòpia, sud de Somàlia Kenya i est de Tanzània.
Ha estat considerada un grup subespecífic del zosterop d'Abissínia (Zosterops abyssinicus). Actualment però, són ubicats a espècies diferets arran els treballs de Cox 2014